# 1958 год в истории метрополитена
В этой статье перечисляются основные  события из истории метрополитенов в 1958 году. Полужирным шрифтом выделены открытия новых транспортных систем.

## События
- 17 апреля — продлена зелёная линия Стокгольмского метрополитена («Шермарбринк» — «Хаммарбюхёйден»)[1].
- 1 мая — открыты 4 станции Рижского радиуса Калужско-Рижской линии московского метрополитена: «Ботанический сад» (ныне «Проспект Мира»), «Рижская», «Мир» (ныне «Алексеевская») и «ВСХВ» (ныне «ВДНХ»)[2].
- 1 июня — открыта станция «Площадь Ленина» Ленинградского метрополитена[3]. В городе на Неве теперь 9 станций.
- 1 сентября — открыта станция "Чернышевская Ленинградского метрополитена. В городе на Неве теперь 10 станций.
- 7 ноября — открыты 2 наземные станции Филёвской линии Московского метрополитена: «Студенческая» и «Кутузовская». Одновременно был повторно открыт ранее закрытый участок «Калининская» — «Киевская»[4]. В Московском метрополитене стало 53 станции.
- 19 ноября — продлена зелёная линия Стокгольмского метрополитена, открыта станция «Фарста»[1].